# Franz Josef Ruprecht
Franz/František Josef Ruprecht (1. listopad 1814 Freiburg im Breisgau – 23. července/4. srpna 1870 Petrohrad) byl rakouský lékař a později ruský botanik. Působil v Rusku, kde byl znám jako Franc Ivanovič Ruprecht (Франц Ива́нович Ру́прехт). Vědecky popsal řadu rostlinných druhů a hub. Jeho autorská zkratka je (Rupr.).

## Životopis
Jeho otce zaměstnával rakouský stát jako vojáka, a tak, ač Rakušan, narodil se v Bádensku, kde v té době působil jeho otec. Jeho otec se po uzavření míru s Francií rozhodl znovu oženit a natrvalo se usadit v Praze. Své dětství prožil v Praze, kde vystudoval gymnázium a lékařství na Karlo-Ferdinandově univerzitě. Medicína se však neměla stát jeho osudem. Po krátké lékařské praxi v Praze, využil v roce 1839 výhodné nabídky ze zahraničí a odjel do Ruska. (Nutno podotknout, že se přes svá studia medicíny věnoval intenzivně i botanice už v Čechách.) V Rusku působil nejdříve jako kurátor v herbáři Ruské akademie věd v Petrohradě, v letech 1851-1855 jako zástupce ředitele botanické zahrady tamtéž. Od roku 1855 byl profesorem botaniky na místní univerzitě a ředitelem botanické zahrady.[zdroj?]. V roce 1853 se stal členem Ruské akademie věd. Navštívené oblasti botanicky zkoumal a nově objevil a popsal řadu taxonů.

## Vědecká práce
Už při svém působení v Čechách psal botanická pojednání. Svojí disertací z roku 1838 Tentamen agrostographiae universalis exhibens characteres ordinum, generumque dispositionem naturalem adjectis tabulis analyticis, vstoupil na vědecké pole botaniky.
Při svém působení v Rusku se účastnil mnoha expedic do odlehlejších oblastí tehdejšího Carského Ruska. Jednalo se především o severní oblasti, Kavkaz, Dálný východ a také Aljašku.

### Popsané druhy
Podle databáze INPI popsal 1337 rostlinných druhů.